# Fahrradverleihsystem in Helsinki
Das öffentliche Fahrradverleihsystem in Helsinki wurde erstmals im Jahr 2000 eröffnet. Das erste, komplett von der Stadt finanzierte System wurde 2010 aus Kostengründen eingestellt. Am 2. Mai 2016 wurde ein neues, teilweise werbefinanziertes System eröffnet. Es ähnelt dem Pariser Vélib’-System.

## Altes Fahrradverleihsystem (2000–2010)

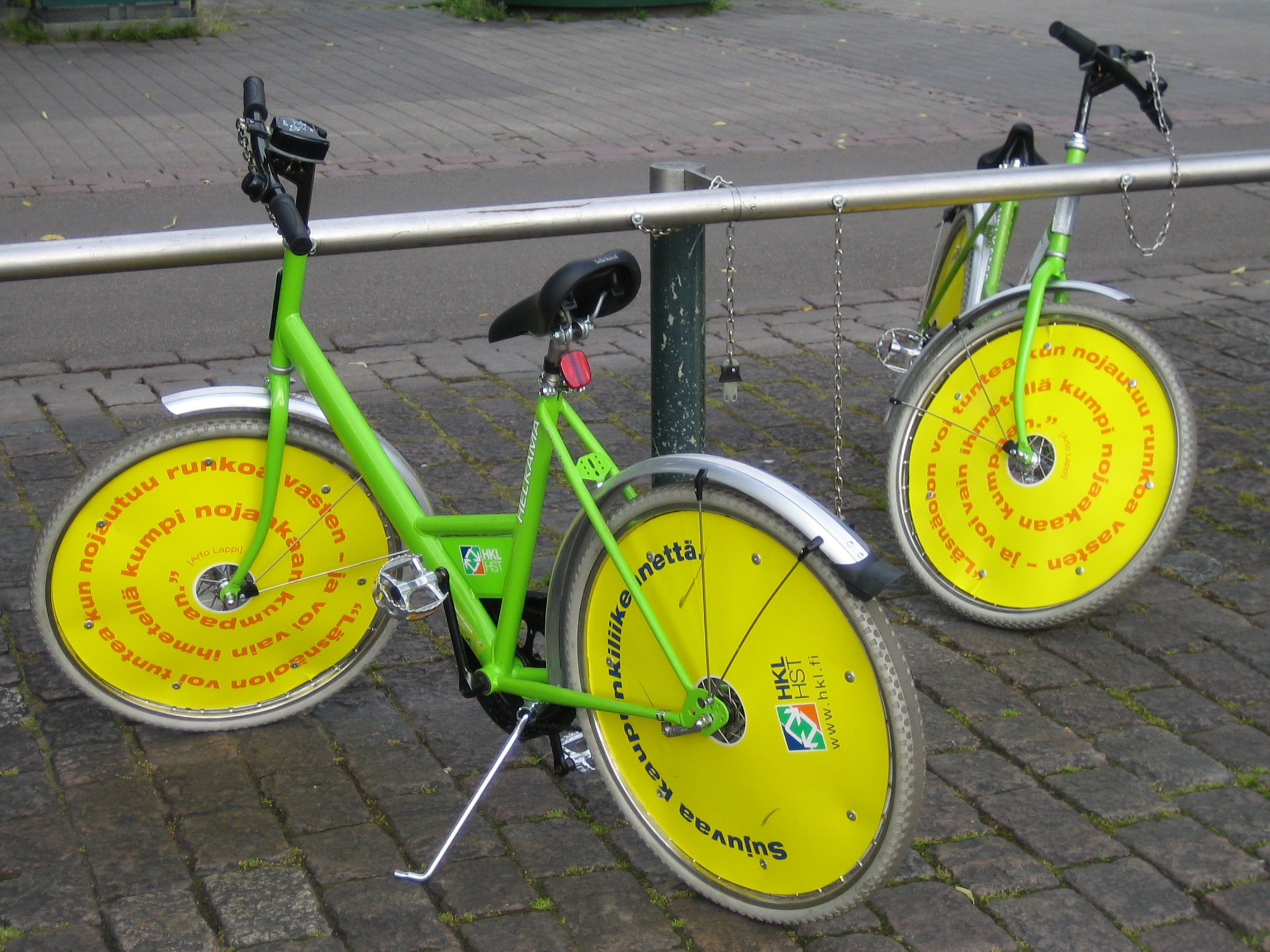
Cityräder der ersten Generation in Helsinki

Das System ging auf eine Idee des dänischen Fahrradhändlers und Erfinders Niels Christiansen zurück, kostenlose Stadtfahrräder zur Verfügung zu stellen, und wurde im Juni 2000 realisiert.
Hauptaugenmerk dieser Fahrräder lag auf Haltbarkeit, nicht auf Geschwindigkeit. Montierarbeiten waren nur mit Spezialwerkzeug möglich. Die Reifen waren aus Vollgummi und damit pannensicher. Die Fahrräder hatten nur Reflektoren, keine Lampen, da sie ausschließlich in den Sommermonaten verfügbar waren, in denen es in Finnland auch nachts nicht richtig dunkel wird.
Die Sicherung der Fahrräder geschah ähnlich wie die von Einkaufswagen mittels einer Münze. Die Einführung der Stadtfahrräder verringerte die Fälle der Fahrraddiebstähle um 30 Prozent. Die Nutzung der Räder war auf die Stadtgrenzen beschränkt, die auffällige Form und Lackierung der Räder führten dazu, dass sie selten gestohlen werden. Der Unterhalt der Räder kostete etwa 300 Euro pro Jahr.
Ein ähnliches Modell des Bikesharing gab es auch in anderen europäischen Städten wie zum Beispiel Aveiro (Portugal) oder Kopenhagen.

## HSL City Bikes
Seit Frühjahr stellt die Helsingin seudun liikenne erneut Leihfahrräder zur Verfügung. Die im Frühjahr 2017 1400 Fahrräder sind auf 140 Stationen verteilt. Diese befinden sich in Helsinki, Munkkiniemi, Pasila, Kumpula und Espoo. Nach kostenpflichtiger Registrierung kann man die Fahrräder jeweils 30 Minuten kostenlos benutzen, für eine längere Nutzdauer bis fünf Stunden muss gezahlt werden.